# Mascom Top 8 Cup
La Mascom Top 8 Cup és una competició futbolística per eliminatòries de Botswana.
Fou creada l'any 2012 i la disputen el vuit primers classificats de la lliga botswanesa de futbol.
Des del 2013 el campió es classifica per la Copa Confederació africana de futbol, dons la copa botswanesa de futbol no es disputa.

## Història
Font:
- 2011-12: Township Rollers 3-1 ECCO City Greens[5][6][7]
- 2012-13: Gaborone United 2-1 Botswana Defence Force[8][9][10]
- 2013-14: Botswana Defence Force XI 1-1 (pr.; 5-4 pen.) Township Rollers[11]
- 2014-15: Gaborone United 2-1 Township Rollers[12]
- 2015-16: Orapa United 3-1 (pr.) Township Rollers[13]
- 2016-17: Jwaneng Galaxy 4-3 (pr.) Orapa United[14]
- 2017-18: Township Rollers 4-2 Orapa United[15]
- 2018-19: Gaborone United 0-2 Jwaneng Galaxy
- 2019-20: Orapa United 1-1 (pr.; 4-3 pen) Township Rollers